# 나카가와군 (도카치국)

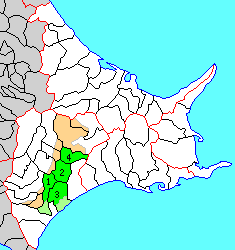
나카가와 군의 위치

나카가와군(일본어: 中川郡)은 일본 홋카이도 도카치 종합진흥국(구 도카치 지청) 중부에 있는 군이다.
인구 39,968명, 면적 1,778.05km², 인구밀도 22.5명/km².(2025년 2월 28일, 주민기본대장인구)
이하 4정으로 구성된다.
- 마쿠베쓰정(幕別町)
- 이케다 정(池田町)
- 도요코로정(豊頃町)
- 혼베쓰정(本別町)

## 역사
에도 시대의 나카가와 군역은 마쓰마에번에 의해 설치된 트카치 장소에 포함되었다. 에도 시대 후기, 나카가와 군역은 동 에조치에 속하고 있었다. 1799년에 국방을 위해 나카가와 군역은 천령이 되었다. 1869년 나카가와 군이 두어졌고 홋카이도 도카치국에 속했다.
- 2006년 2월 6일 - 마쿠베쓰 정이 히로오 군 주루이 촌을 편입했다.